# アンゴラ民主フォーラム
| アンゴラ民主フォーラム Fórum Democrático Angolano | アンゴラ民主フォーラム Fórum Democrático Angolano |
| ------------------------------------------------- | ------------------------------------------------- |
| 党首                                              | ジョゼ・レベロ・ピント・チコティ                  |
| 成立年月日                                        |                                                   |
| 党本部所在地                                      |                                                   |
| 政治的立場                                        |                                                   |
| シンボル                                          |                                                   |
| 色（イメージカラー）                              |                                                   |
| 国際提携                                          |                                                   |
| ウェブサイト                                      |                                                   |

アンゴラ民主フォーラム（アンゴラみんしゅフォーラム、ポルトガル語: Fórum Democrático Angolano、FDA、英語: Angolan Democratic Forum）は、アンゴラの政党。アンゴラ民主フォーラムは、カナダでアンゴラ全面独立民族同盟（UNITA）反主流派によって結成された。議長（党首）は、ジョゼ・レベロ・ピント・チコティ。  
1992年総選挙では、得票率0.3パーセント、1議席を獲得した。このときの議員はミゲル・ンザウ・プマでプマが1997年にカナダ大使に転出すると、アントニオ・ディアス・ダ・シルヴァが議席を次ぐが、2006年にディアスは人民議会を除名された。